# ニック・リマンド
ニック・リマンド（Nick Rimando 、1979年6月17日 - ）は、アメリカ合衆国・カリフォルニア州モントクレア出身の元プロサッカー選手。現役時代のポジションはGK。
メジャーリーグサッカーの現フィールドプレーヤー最多出場記録保持者。

## 経歴

### 初期
カリフォルニア州モントクレアにて、フィリピン系の父とメキシコ系の母との間に生まれた。地元高校卒業後、カリフォルニア大学ロサンゼルス校に進学。同校のサッカー部には後に代表でもチームメイトとなるカルロス・ボカネグラ、ジミー・コンラッドらも在籍していた。1997年にはNCAA男子ディビジョンIサッカーチャンピオンシップ優勝を達成した。

### クラブ
2000年のMLSスーパードラフトで、三巡目（全体35人目）にマイアミ・フュージョン指名された。加入後すぐにレギュラーをつかみ、2001年にはサポーターズ・シールドを獲得した。
2001年シーズン終了後、マイアミ・フュージョンの活動停止に伴う配属ドラフトでD.C. ユナイテッドに指名された。加入2シーズンに渡ってレギュラーを務め、2004年シーズンはトロイ・パーキンスの加入により一時ポジションを失ったが、2005年シーズンはレギュラーを奪取。しかし2006年シーズンは再度パーキンスにポジションを明け渡した。
2006年12月11日、チームメイトのフレディー・アドゥと共にレアル・ソルトレイクに移籍。2月9日、ニューヨーク・レッドブルズにトレードされたが、スコット・ガーリックの引退に伴い2月23日にソルトレイクに復帰。2007年シーズンは低調なチームの中にあって孤軍奮闘し、27試合で146セーブを記録した。この活躍からシーズンのチームMVPに選ばれた。2009年のウェスタン・カンファレンス決勝・シカゴ・ファイアー戦ではPK戦において3度ストップ、勝利に大きく貢献した。MLSカップ決勝でもロサンゼルス・ギャラクシーを下し優勝、自身は大会MVPに選ばれた。2010年シーズンは無失点14試合と568分間無失点のクラブレコードを達成したが、MLS最優秀GKには選ばれなかった（LAギャラクシーのドノヴァン・リケッツが受賞）。2013年3月3日のサンノゼ・アースクエイクス戦でMLS史上二人目となる100試合無失点を達成。
2019年3月、2019年シーズン限りでの現役引退を発表。

### 代表
1999年4月、ナイジェリアで開催された1999 FIFAワールドユース選手権に参加した。
2002年11月17日、エルサルバドル戦でフル代表デビュー。ただし、この後は2009年に7年ぶりに招集されるまで長期にわたって代表から遠ざかった。2010 FIFAワールドカップでは大会直前のトレーニングに参加したが、登録メンバーからは漏れた。ほとんどの期間ティム・ハワードの控えに置かれたが、2013 CONCACAFゴールドカップでは第一キーパーを務めた。2014 FIFAワールドカップではメンバー入りしたが、1分もプレーせず大会を終えた。

## 代表歴

### 出場大会
- アメリカ代表
  - 2014 FIFAワールドカップ

### 試合数
- 国際Aマッチ 22試合 0得点（2002年-2017年）[9]

| アメリカ代表 | 国際Aマッチ | 国際Aマッチ |
| 年           | 出場        | 得点        |
| ------------ | ----------- | ----------- |
| 2002         | 1           | 0           |
| 2003         | 2           | 0           |
| 2004         | 0           | 0           |
| 2005         | 0           | 0           |
| 2006         | 0           | 0           |
| 2007         | 0           | 0           |
| 2008         | 0           | 0           |
| 2009         | 0           | 0           |
| 2010         | 1           | 0           |
| 2011         | 1           | 0           |
| 2012         | 1           | 0           |
| 2013         | 6           | 0           |
| 2014         | 4           | 0           |
| 2015         | 5           | 0           |
| 2016         | 0           | 0           |
| 2017         | 1           | 0           |
| 通算         | 22          | 0           |

## タイトル

### クラブ
DCユナイテッド
- MLSカップ: 2004
- イースタン・カンファレンス: 2004

レアル・ソルトレイク
- MLSカップ: 2009
- イースタン・カンファレンス: 2009
- ウェスタン・カンファレンス: 2013

### 代表
- CONCACAFゴールドカップ (1): 2013

### 個人
- MLSオールスター (5): 2010, 2011, 2013, 2014, 2015
- MLSカップMVP: 2009